# Шувалов, Пётр Павлович
Граф Пётр Павлович Шувалов (14 [26] сентября 1819, Санкт-Петербург — 14 [27] июля 1900) — крупный русский землевладелец и сахарозаводчик из младшей ветви Шуваловых, камергер, в 1857—62 годах санкт-петербургский губернский предводитель дворянства.

## Биография
Родился в Санкт-Петербурге 14 (26) сентября 1819 года — младший сын графа Павла Андреевича Шувалова (1776—1823) от брака его с княжной Варварой Петровной Шаховской (Бутеро-Родали) (1796—1870), наследницей ряда горных заводов Урала. По отцу — правнук генерал-фельдмаршала графа П. И. Шувалова; по матери — потомок горнозаводчика А. Г. Строганова. Родился в Санкт-Петербурге 14 (26) сентября 1819 года, крещён 18 сентября того же года в Исаакиевском соборе при восприемстве деда и бабушки Шаховских.

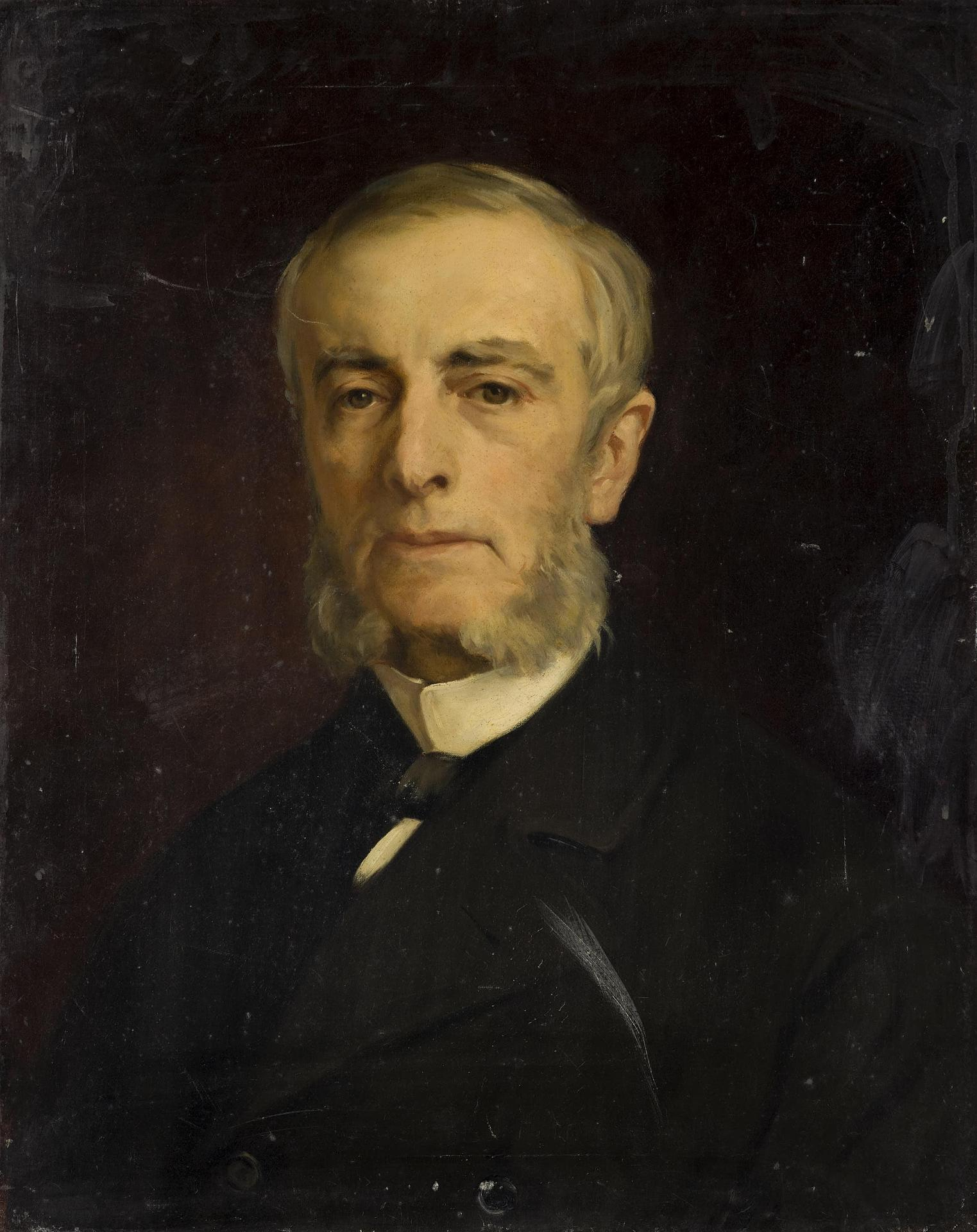
Пётр Шувалов на портрете И. Макарова (1890-е)

Рано потеряв отца, вместе с братом Андреем воспитывался матерью. Официальным их опекуном был назначен близкий друг их отца М. М. Сперанский, который лично следил за образованием своих подопечных и сам подбирал для них учителей. Детские годы и юность провёл по большей части за границей.
В 1838 году окончил юридический факультет Императорского Санкт-Петербургского университета со степенью кандидата. Будучи студентом, в январе 1837 года вместе с князем Вяземским приходил на квартиру Пушкина, чтобы проститься с поэтом.
Службу начал 24 апреля 1838 года; в 1842 году получил придворное звание камер-юнкера. С 1856 года — внештатный помощник секретаря Государственного совета. В 1857—1862 годах состоял санкт-петербургским губернским предводителем дворянства. С 1860 года действительный статский советник, камергер. С 1857 по 1863 год был членом Попечительского совета заведений общественного призрения в Санкт-Петербурге. Руководил Петербургским дворянским комитетом по подготовке крестьянской реформы 1861 года.
По словам князя П. В. Долгорукова, по службе граф Шувалов был человек добрый и неглупый, но вполне неспособный, слабый, бесхарактерный, никогда не умеющий ни на что решиться, что называется «ни рыба, ни мясо».
В 1860 году получил звание камергера, с 17 апреля состоял в чине действительного статского советника; в 1863 году был пожалован орденом Св. Станислава 1-й степени.
В 1864 году В. П. Шаховская (Бутеро-Родали) подписала «предварительный домашний акт», а 1 июня 1865 года в Париже — завещание. Первым документом она передавала в дар сыновьям Пермское родовое имение «в полное и вечнопотомственное владение». 26 апреля 1864 года братья Пётр Павлович и Андрей Павлович поделили его на две части, подписав раздельный акт. Андрею Павловичу достались Юго-Камский завод и Новоусольские и Ленвенские соляные промыслы с земельными дачами площадью 440 400 десятин. Во вторую часть Петра Павловича вошли Лысьвенский, Бисерский и часть Кусье-Александровского завода, а также Крестовоздвиженские золотые и платиновые прииски и 496 156 десятин земли. За собой княгиня оставила только выкупные ссуды бывших крепостных крестьян. В 1884 году основал Теплогорский завод.
После выхода в отставку в 1868 году жил на курортах Европы во Франции и Германии.
Вернулся на службу 20 апреля 1872 года. Был почётным мировым судьёй Уманского судебного мирового округа.
В конце жизни жил в усадьбе села Тальное, Киевской губернии, где умер 14 (27) июля 1900 года и был похоронен возле Свято-Троицкой церкви. По отзыву А. А. Половцова, граф Шувалов был:

Рыцарь честности и благородства, образец человеколюбия, снисходительности, идеал вежливости, самой изысканной и власти непринужденной. Это был вельможа в полном и лучшем значение этого слова. С ранней молодости он обладал огромным состоянием и несмотря на это был совсем не чужд знаниям, как например история, нумизматика, в сей последней он просто мог считаться ученым, но ученость была наименьшим из его достоинств.

## Семья

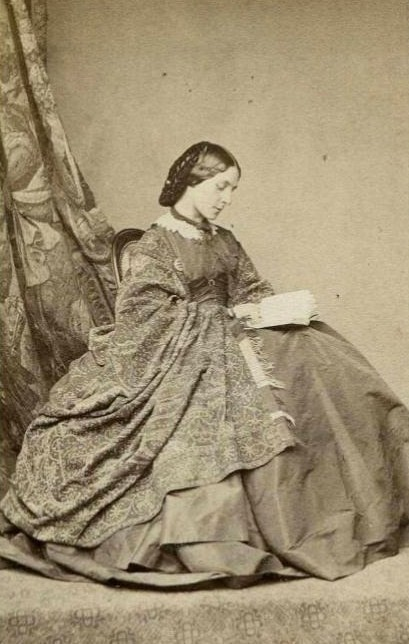
Софья Львовна (1850-е)

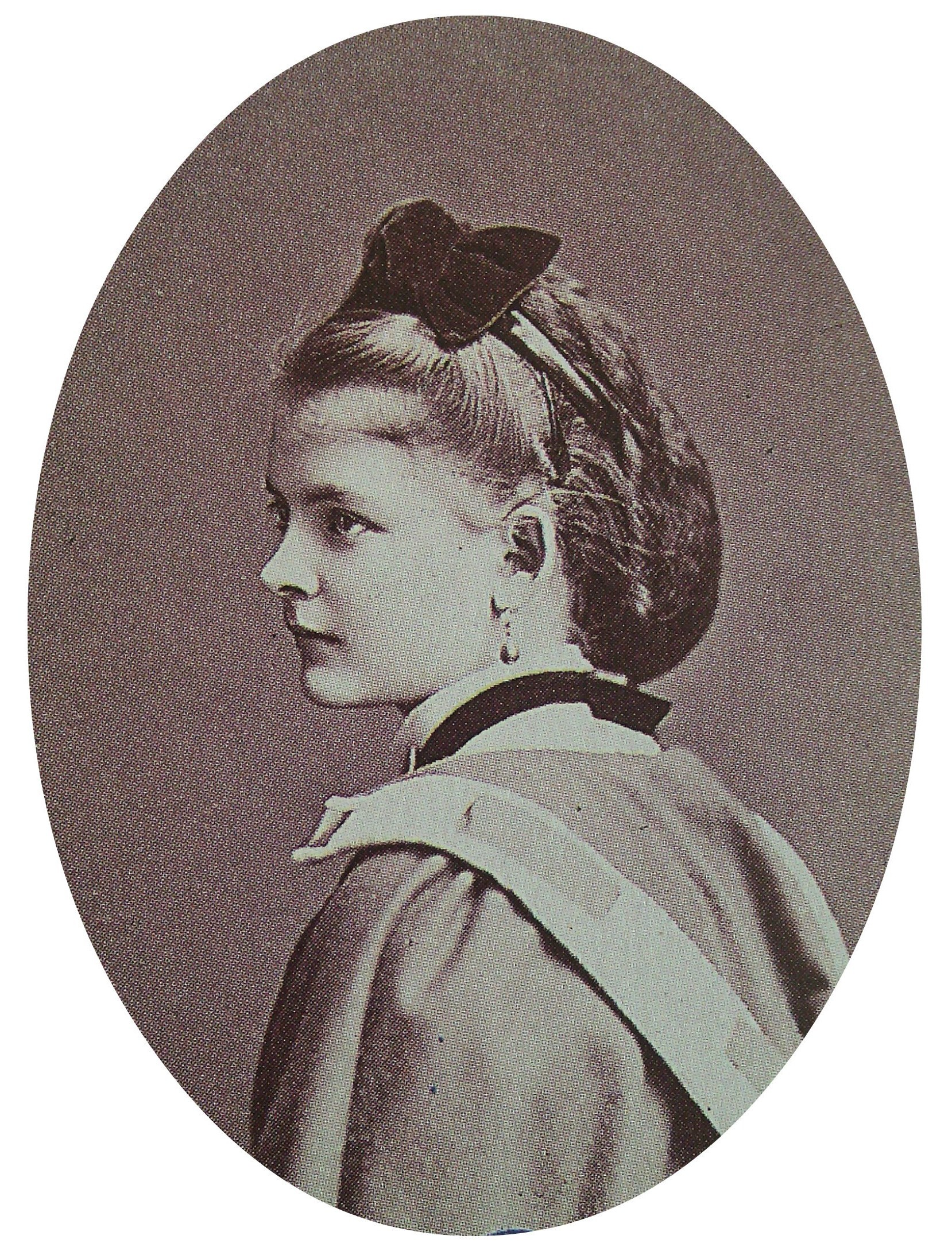
Варвара Петровна, дочь

Жена (с 08.02.1846, Рим) — Софья Львовна Нарышкина (28.12.1830—28.10.1894), единственная дочь генерал-лейтенанта Льва Александровича Нарышкина и графини Ольги Станиславовны Потоцкой; наследница усадеб Тальное, Мисхор и известного дворца на Фонтанке. С женитьбой на ней Шувалову перешли старинные нарышкинские имения Тамбовской и Саратовской губернии. Из-за доброты и бесхарактерности мужа Софье Львовне приходилось самой управлять всем состоянием, имениями и заводом. Супруги были противниками либеральных реформ и весьма недоброжелательно относились к великой княгине Елене Павловне и великому князю Константину Николаевичу. Известен случай, когда Шувалова проигнорировала приглашение на один из вечеров к великой княгине и демонстративно поехала в театр, чтобы подчеркнуть намеренность своего отсутствия. Врач Андреевский дал графине Шуваловой весьма резкую характеристику:

Милая Софья Львовна собрала в свои кости всю дрянь фамилии Нарышкиных, фамилии Потоцких и подправила всё это соусом гречанки-невольницы из Мудании. Можно ли было представить, что игривый ребёнок, милая шалунья, которую мы знали в Одессе, со временем обратится в такое отвратительное существо, чуждое всякого благородного чувства. Она даже учтивости не знает… всё основано на лжи и лицемерии.
По словам Половцова, в молодости графиня Шувалова славилась лишь капризностью и чрезвычайной красотой, которая была увековечена кистью и оценена по достоинству её современниками. В конце 1870-х годов это была уже состарившаяся женщина с остатками красоты, статная, пустая и балованная. Она жила постоянно в Швейцарии, на берегу Женевского озера, в гостинице, перемешивая заботы о многочисленных дочерях с мелкими дрязгами своей кочевой, чуждой порядка жизни, принадлежащей по нраву её польскому происхождению. Похоронена в усадьбе села Тальное. В браке родились:
- Павел Петрович (1847—1902), флигель-адъютант, генерал-майор, коллекционер, женат на княжне Е. В. Барятинской.
- Ольга Петровна (1848—1927), с 1867 года жена князя А. С. Долгорукова.
- Варвара Петровна (1850—1872), с 1868 года жена генерала Д. И. Орлова.
- Мария Петровна (1852—1876), с 1871 года жена князя Г. Л. Кантакузена.
- Софья Петровна (1857—1928), жена графа А. К. Бенкендорфа.
- Елена Петровна (1864—1932), с 1881 года жена графа А. А. Бобринского.